# Route départementale 71 (Yvelines)
Pour les articles homonymes, voir Route départementale 71.
La route départementale 71 ou D71, est une petite route du département français des Yvelines dont la totalité du tracé est d'intérêt local.
Elle se situe dans le grand Ouest du département, en limite ouest du massif forestier de Rambouillet et à l'est d'une plaine vallonnée et arborée, le Pays houdanais.

## Itinéraire
Dans le sens nord-sud, les communes traversées sont :
- Condé-sur-Vesgre : au carrefour central du village, la route départementale 983 a un tracé à angle droit, en ce sens qu'elle constitue les rues nord et ouest dudit carrefour, et, tandis que la rue vers l'ouest mène à la route départementale 936, la rue vers le sud, appelée rue de la Vesgre, est la D71 ; à seulement 200 mètres dudit carrefour, la route départementale 63 commence qui rejoint, en direction du sud-est, la D936 dans le hameau du Hallier ;

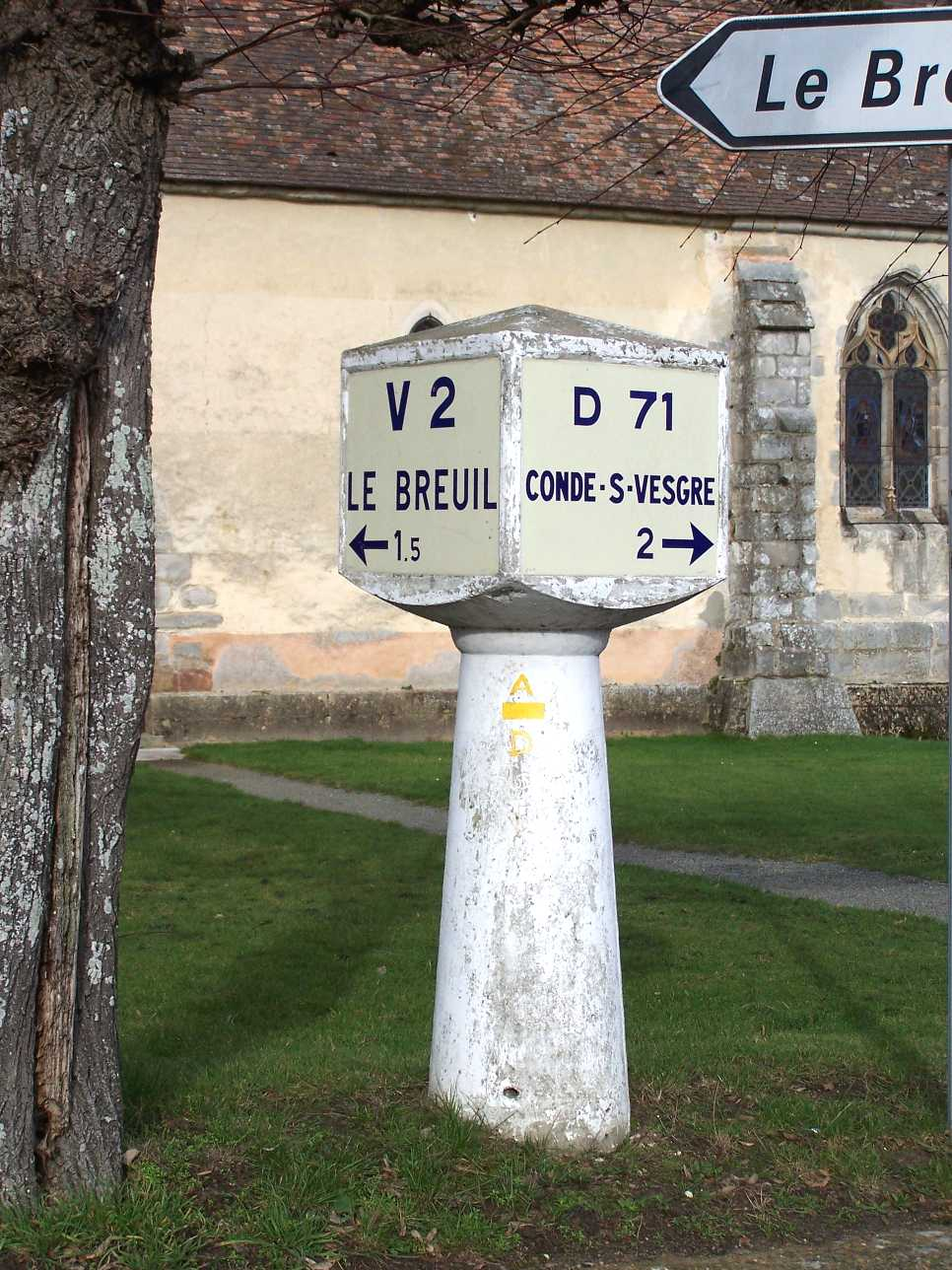
Traversée d'Adainville :
vers le nord, Condé-sur-Vesgre

- Adainville : la route traverse le village avec le nom de Grande Rue puis celui de route de Sergontières puis, après la sortie du village, l'extrémité du massif forestier de Rambouillet ;

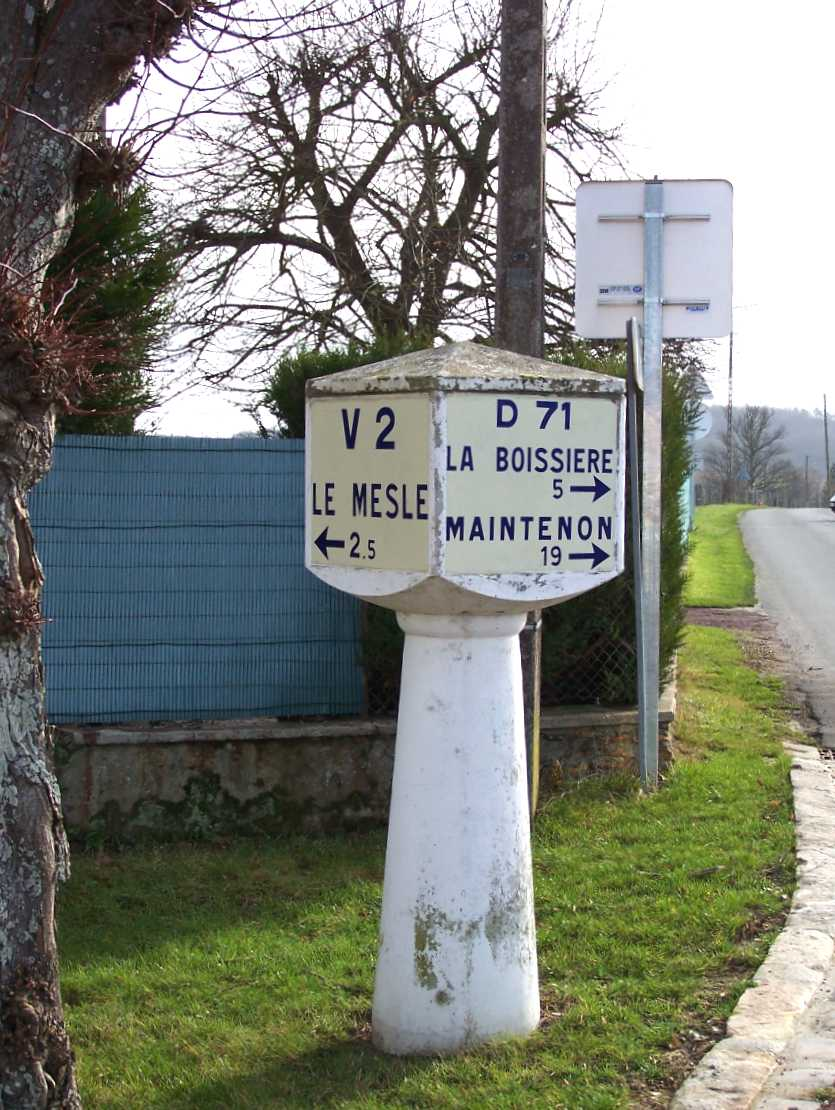
Sortie d'Adainville :
vers le sud, La Boissière-École

- La Boissière-École : la route traverse le village et son tracé se confond sur environ 450 mètres avec celui de la  route départementale 80 qui conduit, vers le sud-est, à Gazeran et, vers le nord-ouest, à Faverolles dans le département d'Eure-et-Loir ;
- Mittainville : à nouveau dans la forêt de Rambouillet, la D71 traverse le village puis le hameau du Pâtis ; son tracé s'arrête presque à l'entrée du village de Saint-Lucien, en limite du département d'Eure-et-Loir où elle prend la dénomination de route départementale 101.5.